# Vashafaru
Vashafaru (Dhivehi: ވަށަފަރު) is een van de bewoonde eilanden van het Haa Alif-atol behorende tot de Maldiven.

## Demografie
Vashafaru telt (stand september 2006) 405 vrouwen en 436 mannen.